# Александър Николаев (голям десантен кораб, 1982)
Александър Николаев (на руски: Александр Николаев) (шифър „Носорог“, според класификацията на НАТО: Ivan Rogov class) е съветски голям десантен кораб (на руски: БДК, Большой десантный корабль) от проект 1174, „Иван Рогов“.
Заложен е на Прибалтийския корабостроителен завод „Янтарь“ в Калининград под заводски номер 102 през март 1976 г. При строителството си корабът е наречен в чест на вицеадмирала А. А. Николаев. Спуснат е на вода през есента на 1982 г., въведен е в състава на Тихоокеанския флот на 30 декември 1982 г.
„Кръстница“ на кораба става дъщерята на главния му конструктор. В каютата на командира на кораба се съхранява тапата от бутилката шампанско, разбита според обичая в борда при кръщаването.

## История на разработването
Тактико-техническо задание за проектирането на големия десантен кораб от проект 1174, шифър „Носорог“, е дадено през септември 1964 г. Както и в БДК от проект 1171, в новия проект, по искане на Главкома на ВМФ на СССР адмирал Сергей Горшков, е заложено изискването за непосредствено стоварване на десанта при бреговата линия на водата. Разработката е поверена на Невското проектно-конструкторско бюро. Главен конструктор е П. П. Милованов, а за главен наблюдаващ от страна на ВМФ е назначен капитан 2 ранг А. В. Бехтерев. В процеса на проектиране се появяват сведения за програмата по строителство в САЩ на УДК от тип „Тарава“. За това по указание на Главкома в проекта се внасят изменения. Появява се докова камера и е увеличен съставът на авиогрупата. Тези изменения водят до създаването на оригинален универсален десантен кораб при сравнително неголяма водоизместимост. В разработката на кораба вземат участие ЦНИИ „академик А. Н. Крилов“, Първи ЦНИИ на МО на СССР и други организации. ЦКБ-17 получава поръчението да го доработи в посока увеличаване на скоростта и да проведе, съвместно с ЦНИИ-45, тактико-технически и икономически анализ с разглеждане на различните варианти за БДК от проект 1174 в съпоставка с кораб от проект 1171 за оценка на техните бойни възможности и избор на оптималното направление за последващото проектиране на кораба. Ескизният проект е готов през октомври 1965 г. Внесени са изменения в конструкцията след отработване на формите на обвода на корпуса в опитен басейн: появяват с носов бълб, заостряне в носовата част при водолинията, създаден е конструктивен диферент в кърмата. Окончателният технически проект е утвърден през май 1968 г.
Строителството на новите БДК е поръчано на Прибалтийския корабостроителен завод „Янтарь“.

## Конструкция
БДК „Александр Николаев“ представлява многопалубен кораб на океанската зона с дължина 157 метра и ширина 23,8 метра, с полубак и развита кърмова надстройка. БДК е предназначен за транспортиране и стоварване на десант и бойна техника както на оборудвано, така и на необорудовано крайбрежие с условието на минимален наклон на дъното от 2 – 3 градуса – в зависимост от общата маса на приетия на кораба полезен товар, а също при дълбочина на брода при нока на сходнята не повече от 1,2 метра. Способен е да десантира плаваща техника – във водата, а отрядите морска пехота с оръжието чрез вертолети. За вертолетите на горната палуба има две площадки за излитане и кацане и хангар, разположен в надстройката между тях. В носовата му част има танков трюм, а в кърмовата – запълваща се с вода докова камера с поставени на площадка в предната част на доковата камера шпили от типа Ш-3. Стапел-палубата е разположена на един туиндек под танковата палуба, разстоянието от стапел-палубата до най-ниската точка на дъното на доковата камера е около 10 метра. Водоизместимостта стандартна, без десанта, бойната техника и плавателните средства е 8260 тона, а при взети на борда десант, техника и плавсредства в доковата камера – 11 580 тона, пълната водоизместимост при съставлява 14 060 тона, нормалното газене е 5,0 метра, максималното 6,7 метра. За натоварването на техниката от пирса при швартовка с кърмата, а също за приемането в доковата камера на плавсредства и стоварването им от нея на транеца има лацпорт с подвижно херметично затваряне, което в спуснато положение служи за сходня за преминаването на техниката. Преместването на техниката по кораба се осъществява с три сходни с хидравлично задвижване. Една е разположена между доковата камера и танковия трюм, двете други – между горната и танковата палуби. Носовото стоварващо устройство включва носови врати и подвижна сходня с дължина около 32 метра, в походно положение тя се намира под горната палуба и се премества с помощта на хидравлика. За разлика от главния кораб, по левия борд, на мястото на командирския „Стриж“ е разположен работен катер. Личният състав на десанта е разположен в няколко кубрика и четириместни офицерски каюти. Екипажът на БДК съставлява 37 офицера и 202 матроса

### Десантные возможности
БДК е способен да превози без десантни катери 46 основни бойни танка или до 79 БТР и БМП, или до 120 товарни автомобила. С десантни катери може да достави 23 средни танка или до 40 единици бронетехника. Размерите на танковия трюм са 54×12×5 метра. За разтоварване на неплуващата техника без приближаване на брега в доковата камера може да приеме 6 десантни катера от проекта 1785 „Т-4“ или от проекта 1176 „Акула“, или 3 десантни катера от проекта 11770 „Серна“, или катерите на въздушна възглавница от проекта 1206 „Кальмар“, или 2 от проекта 21820 „Дюгонь“, или до 10 малки плашкоута. Размерите на доковата камера са 75×12×10 метра. Десантовместимостта е 500 души. Общата вместимост е 1730 тона товари. На кораба могат да се базират 4 транспортно-бойни вертолета Ка-29, способни да приемат по 16 десантчика всеки, или по една група за инженерно разузнаване. Възможно е разполагането и на вертолети от други типове – издирвателно-спасителни или противолодъчните Ка-27, а също вертолетите за РЛДН Ка-31.

### Въоръжение
- Две ПУ ЗИФ-122 на зенитно-ракетния комплекс „Оса-МА“ (20 ЗУР 9М33) – РЛС за УЗРО 4Р-33А
- Една ПУ за НУРС МС-73 за 40 122-мм ракети на РСЗО А-215 „Град-М“ 8 пакета (320 изстрела) – ПУС „Гроза-1171“
- Една двуцевна 76-мм артилерийска установка АК-726 (1200 изстрела) – СУ МР-105 „Турель“
- Четири 30-мм артилерийски установки АК-630 (16 000 изстрела) – две СУО МР-123А „Вымпел-А“
- Четири турелни пускови установки МТ-4 за ЗРК „Стрела-3“ за 4 ракети (16 ракети 9М36)

### Радиотехническо въоръжение
- РЛС за общ контрол МР-310 „Ангара“
- РЛС за РЕБ МП-401 „Старт“
- НРЛС „Волга“
- Радиопеленгатор „Румб“
- Противодиверсионна ХАС МГ-7
- Апаратура за опознаване
- Пасивни системи за РЕБ
- Средства за радиосвръзка

### Силова установка
Главната енергетична установка включва два агрегата М-12А с газотурбинни двигатели от серията ДТ-59 по 18 000 к.с. ГЕУ е разположена ешелонно в два бордови отсека, а спомагателните механизми са разположени между тях под стапел-палубата.
Движители са два винта с фиксирана стъпка. Скоростта на пълен ход е до 23 възела, при едновременно осигуряване на добри характеристики за десантиране. Далечината на плаване на 18 възела при нормален запас гориво съставлява 4000 мили, при максимален запас е 7300 мили. На скорост от 14 възела корабът е способен да преодолее 12 500 мили.
Източници за електроенергията са 4 дизел-генератора от типа 22ДГ по 800 kW на Коломенския завод. За пуск на двигателите на ДКВП има резервен агрегат ВАКЕП 140 – 70 ПВ.

## История на службата
На 30 декември 1982 г. БДК „Александр Николаев“ е включен в състава на Тихоокеанския флот в 22-ра дивизия на морските десантни сили (ДМДС) с базиране на остров Руский (в/ч 78361, залив Иванцов).
През 1983 г. взема участие в ученията Запад 83 в Балтийско море.
От 17 октомври 1983 г. до 27 февруари 1984 г. БДК „Александр Николаев“ заедно с ТАВКР „Новоросийск“ извършва преход около Европа, Африка и Азия към Владивосток, посещавайки с визити портовете Луанда (Ангола) и Мадрас (Индия). Също с официална визита на 1 декември 1983 г. отряд кораби посещава порт Мапуту (Мозамбик). В 10:00 отрядът кораби в състав ТАВКР „Новоросийск“, БПК „Николаев“, БДК „Александр Николаев“ и танкера „Память Ленина“ застава на котва на външния рейд. Визитата продължава до 9 декември 1983 г. По време на прехода, от 18 до 20 декември 1983 г., преминава учение в насрещен бой на отряда кораби в състав ТАВКР „Новоросийск“, БПК „Николаев“, БДК „Александр Николаев“ с отряд кораби на 8-а оперативна ескадра на ВМФ в състав БПК „Талин“ и СКР „Разящий“. Също по време на прехода, на 21 декември, ТАВКР „Новоросийск“ и БДК „Александр Николаев“ в съпровождение на БПК „Николаев“, БПК „Талин“, СКР „Разящий“ и обезпечението от танкерите „Борис Бутома“ и „Память Ленина“ пристигат на рейда на южния бряг на остров Сокотра (НДРЙ).
През зимата на 1984 г. приема участие в големите учения в Далечния Изток.
През есента на 1986 г. преминава учения със стоварване на десант в устието на река Мерея на остров Сахалин под ръководството на капитан 1-ви ранг Николай Кочергин. Учебната операция получава висока оценка.
През 1988 г., в периода на ирано-иракската война и по време на американската операция „Пустинна буря“, в началото на 1990 г. БДК „Александр Николаев“ заедно с други кораби подсигурява безопасността на танкерите и сухогрузите, изпълняващи рейсове в Оманския и Персийския заливи.
През лятото на 1989 г. има учения на военния полигон в района на нос Клерк. В периода ноември 1989 г. – януари 1990 г. извежда партия автотехника и 14 МиГ-23 от базата в Камран.
За времето на своята служба има учебни десанти под Владивосток, в залива Олга, на Сахалинския Корсаков; доставка на гражданска техника в отдалечените райони на Далекоизточното крайбрежие.
БДК „Александр Николаев“ е приведен в резерва от 1997 г. Изваден е от състава на ВМФ на 18 декември 2006 г. По състояние към януари 2015 г. се намира във Фокино при пирса на 100-тна бригада десантни кораби в залива Абрек залива Стрелок
На 27 май 2015 г. се появяват съобщения, че се разглежда въпроса за възстановяването и връщането на кораба в бойния състав на ВМФ. През април 2016 г. е обявен утилизационен тендер от Министерството на отбраната на РФ.

### Бордови номера
- От 1983 г. до 1985 г. – 110
- От 1985 г. до 1985 г. – 050
- От 1985 г. до 1986 г. – 084
- От 1986 г. до 1987 г. – 067
- От 1987 г. до 1990 г. – 074
- От 1990 г. – 057[8]

### Командири
- Капитан 3-ти ранг Вакарин, Юрий Алексеевич (първи командир)
- Капитан 1-ви ранг Сорока, Петр Захарович
- Капитан 2-ри ранг, от 1989 г. капитан 1 ранг В. В. Симович
- Капитан 1 ранг Николаев, Алексей Леонидович (1993 – 1997)